# الأشعة فوق البنفسجية

نطاق الأشعة فوق البنفسجية يبدأ إلى اليسار من الضوء المرئي. تعطي الأرقام أسفل الرسم طول الموجة وكذلك تردد الموجات.

الأشعة فوق البنفسجية هي موجة كهرومغناطيسية ذات طول موجي أقصر من الضوء المرئي لكنها أطول من الأشعة السينية سميت بفوق البنفسجية لأن طول موجة اللون البنفسجي هو الأقصر بين ألوان الطيف. وطول موجاتها يبدأ من10 نانومتر إلى 400 نانومتر، وطاقتها تبدأ من 3 إلى 124 إلكترون فولت.
وتوجد أشعة فوق البنفسجية في أشعة الشمس، وتنبعث بواسطة التقوس الكهربي أو الضوء الأسود. وكما هي أشعة مؤينة (أي تفصل إلكترونات عن ذراتها) فقد تسبب تفاعلا كيميائيا، وتجعل العديد من المواد متوهجة أو مسفرة. وقد أدرك الكثير من الناس تأثير الأشعة فوق البنفسجية على الجسم مسببة حالات من ضربة الشمس، ولكن طيف تلك الأشعة لها تأثيرات أخرى قد تكون مفيدة أو مضرة لصحة البشر.

## اكتشافها
كان اكتشاف الأشعة فوق البنفسجية متعلقا بمشاهدة علمية بأن أملاح الفضة تصبح داكنة أكثر بعد تعرّضها لضوء الشمس. ففي عام 1801 لاحظ الفيزيائي الألماني جون فيلهلم ريتر (بالألمانية: Johann Wilhelm Ritter) أن أشعة غير مرئية، طول موجتها أقصر من اللون البنفسجي -التي هي نهاية الطيف المرئي-، ناجحة بشكل خاص في زيادة دكانة لون ورق الفضة المشبع بالكلوريد فقام بتسميتها «الأشعة المؤكسدة» ليشدد على تفاعلها الكيميائي ولتمييزها عن «الأشعة الحارة» التي هي بالطرف الآخر من الطيف. تم اعتماد الاسم «الأشعة الكيميائية» بعد ذلك بفترة وجيزة وبقي هذا الاسم قيد الاستعمال خلال القرن التاسع عشر. في نهاية الأمر سقط من الاستعمال التعبيران أشعة كيميائية وأشعة حارة واستعمل التعبيران الأشعة فوق البنفسجية والأشعة تحت الحمراء على التوالي.
تسمى الأشعة فوق بنفسجية ما تحت 200 نانومتر بالفراغية لأن الهواء يمتصها بقوة، وقد اكتشفها الفيزيائي الألماني فيكتور شومان عام 1893.

## منشأ المصطلح
تعود الترجمة الحرفية للكلمة إلى الأصل اللاتيني (Ultra Violet). بما أن الأشعة فوق بنفسجية هي أقصر من البنفسجية إلا أنها غير مرئية.

## أنواع الأشعة فوق البنفسجية
تقسم الأشعة فوق البنفسجية إلى عدة موجات متداخلة مع بعضها البعض كما بالجدول حسب مشروع معيار أيزو (ISO-DIS-21348) في تحديد الإشعاعية الشمسية:
| اسم الموجة                             | الرمز | طول الموجة بنانومتر | كمية الطاقة لكل شحنة فوتون |
| -------------------------------------- | ----- | ------------------- | -------------------------- |
| أشعة فوق بنفسجية طويلة أو الضوء الأسود | UVA   | 400 ن.م–320 ن.م     | 3.10–3.94 eV               |
| الموجة القريبة                         | NUV   | 400 ن.م–300 ن.م     | 3.10–4.13 eV               |
| الموجة المتوسطة أو موجة B              | UVB   | 320 ن.م–280 ن.م     | 3.94–4.43 eV               |
| Middle                                 | MUV   | 300 ن.م–200 ن.م     | 4.13–6.20 eV               |
| الموجة القصيرة أو موجة C               | UVC   | 280 ن.م–100 ن.م     | 4.43–12.4 eV               |
| Far                                    | FUV   | 200 ن.م–122 ن.م     | 6.20–10.2 eV               |
| فراغية Vacuum                          | VUV   | 200 ن.م–10 ن.م      | 6.20–124 eV                |
| قصوى Extreme                           | EUV   | 121 ن.م–10 ن.م      | 10.2–124 eV                |

بتقنية الطباعة الضوئية (photolithography) والليزر تستخدم أشعة فوق بنفسجية عميقة (DUV أو Deep UV) وهو لأطوال الموجية التي أقل من 300 ن م. سميت الأشعة الفراغية بهذا الاسم لأن الهواء يمتصها بقوة، لذا فاستخداماتها تكون بالفراغ فقط. في النطاق الموجي ما بين 150–200 ن م فإن أوكسجين هو العنصر القوي الذي يمتص تلك الأطوال الموجية، لذا فالعمليات الصناعية التي تحتاج لتلك الموجات يجب أن تتم في جو خالٍ تماما من الأوكسجين، ويستخدم عنصر النيتروجين النقي بشكل عام هنا ليمنع الحاجة إلى غرف فراغية.

## الضوء الأسود

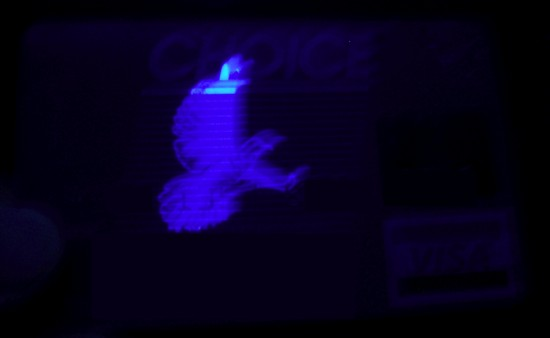
الأشعة الفوق بنفسجية تظهر علامة الطير تظهر بجميع بطاقات الفيزا

الضوء الأسود أو إنارة وود (نسبة إلى العالم روبرت وليامز وود)، هي إنارة تصدر أشعة فوق بنفسجية طويلة وبعضا من الضوء المرئي. وهي عموما معروفة باسم «أشعة فوق بنفسجية طويلة» (بالإنجليزية: UV light). تتم الإضاءة الفلورية السوداء بنفس طريقة الإضاءة الفلورية العادية فيما عدا أنها تستخدم الفوسفور فقط وغطاء المصباح الزجاجي يستبدل بغطاء زجاجي لونه بنفسجي غامق مزرق ويسمى زجاج وود، وهو زجاج مغلف بأكسيد النيكل لكي يمنع أي ضوء مرئي ذو طول موجي أعلى من 400 نانومتر. مسميات تلك المصابيح حسب الصنع مثل «ضوء أسود ذو زرقة» أو "blacklight blue" أو بالمختصر "BLB" لتمييزها عن مصابيح أجهزة صائدة الحشرات ("bug zapper" blacklight "BL") والتي لا تحتوي على لون زجاج وود الأزرق. الفوسفور المستخدم للموجة القريبة ذات انبعاث موجي 368 إلى 371 ن.م إما أن يكون رباعي فلوربورات سترونتيوم مغلف بيوروبيوم (SrB4O7F:Eu2+) أو بورات السترونتيوم (SrB4O7:Eu2+) بينما يستخدم الفوسفور لإنتاج إضاءة أعلى 350 إلى 353 ن.م وهو سليكات الباريوم المغلفة بالرصاص (BaSi2O5:Pb+). مصابيح الضوء الأسود الزرقاء هي 365 ن.م.
ينتج الضوء الأسود إنارة في نطاق موجة فوق البنفسجية، ويقتصر طيفها على حقل الموجة الطويلة "UVA". على النقيض منها عند الموجات UVB وUVC، اللذان لهما تأثيرات صحية خطيرة ومدمرة لمادة DNA وتؤدي إلى الإصابة بسرطان الجلد. الضوء الأسود له محدودية الطاقة الصادرة منه والموجات الطويلة، لذا لا يسبب بحروق الشمس، ولكن الموجات الطويلة تلك قادرة على الإضرار بألياف الكولاجين وتدمير فيتامين ألف الموجود بالجلد.
ويمكن إنتاج الضوء الأسود عن طريق استبدال الزجاج الشفاف بزجاج وود كغطاء للمصباح العادي. ويعتبر ذلك أول مصدر لإنتاج الضوء الأسود. وإن كان البديل الرخيص لطريقة الفلورسنت، لكنها وبصورة استثنائية غير فعال لإنتاج إنارة فوق بنفسجية (أقل من 0.1% من الطاقة الداخلة) نظرا لطبيعة الجسم الأسود في مصدر المصباح العادي. فمصابيح فوق البنفسجية الساطعة وبسبب عدم كفاءتها، فقد تكون لها الخطورة بسبب حرارتها خلال الاستخدام. ومن النادر إيجاد المصابيح السوداء من بخار الزئبق ذات طاقة عالية (مئات من الواط)
استخدام الأشعة فوق البنفسجية بانبعاث الفوسفور وتكون مغلفة بزجاج وود. تلك المصابيح تستخدم بشكل أساسي بشاشات عرض المسارح والحفلات الموسيقية ولكنها تكون حارة جدا خلال استعمالها.
بعض مصابيح الفلورسنت فوق البنفسجية تكون مصممة بشكل يجذب الحشرات إليها، وهي تستخدم كصائد للحشرات وتستخدم نفس الفوسفور المستخدم للموجة القريبة في المصابيح السوداء، ولكنها تستخدم زجاج شفاف بدلا من زجاج وود المكلف بالسعر. فالزجاج الشفاف أقل منعا لإنبعاثات طيف الزئبق المرئية، مما يجعل لونه أزرق أمام العين المجردة. ويرمز إلى تلك المصابيح بالضوء الأسود (Black Light) أو BL حسب كتالوجات الإنارة.
ويمكن توليد إضاءة فوق بنفسجية عن طريق صمام ثنائي باعث للضوء.

#### التأثير على الجلد

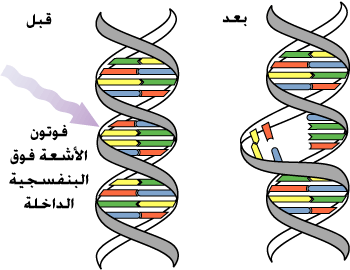
فوتون فوق بنفسجي يضرب جزيء الدنا للخلايا الحية بعدة طرق. أكثر الأحداث وقوعا إعادة تشكيل روابط قاعدة البيانات الثايمين إلى ثنائي الثايمدين مما يسبب انتفاخ بالسلم الوظيفي

### تحليل المعادن

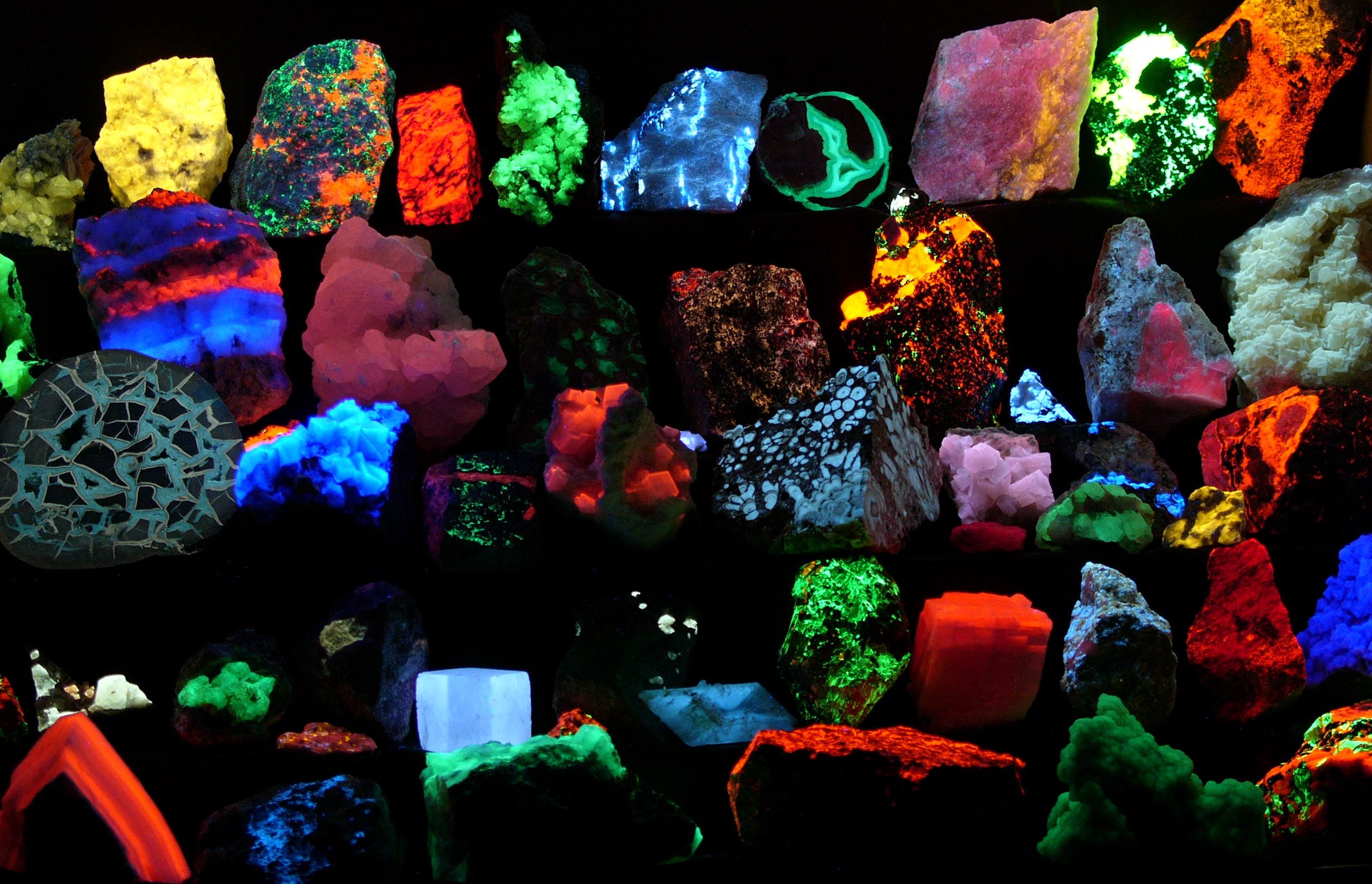
بعض المعادن وهي تظهر وهج لماع عند تعريضها للأشعة الفوق بنفسجية